# Cicasina

Estrutura química da Cicasina

A cicasina é um glicosídeo cancerígeno e neurotóxico encontrado em cicadáceas como Cycas revoluta e Zamia pumila. Os sintomas de envenenamento incluem vômitos, diarreia, fraqueza, convulsões e hepatotoxicidade. Em condições metabólicas, a ciasina é hidrolisada em glicose e metilazoximetanol (MAM), o último dos quais se dissocia em formaldeído e diazometano.
Induz hepatotoxicidade e zamia staggers, uma doença nervosa fatal que afeta o gado, resultante da pastagem nas folhas ou em outras partes das cicadáceas.

### Significado ecológico
A borboleta Eumaeus atala, cujas larvas se alimentam de Z. pumila, contém o veneno como consequência de sua dieta.

### Presença no sagu
Para produzir sagu, a cimusina e outras toxinas cicadáceas devem ser removidas da polpa das plantas. A carne, as sementes e as raízes da cicadácea são primeiro secas e transformadas em um pó fino, antes de serem submersas em água fervente. A água é então drenada, lixiviando o material tóxico e deixando o amido para trás. O amido extraído é então alternadamente seco e triturado até que um pó fino seja obtido. Esse processo repetido de batidas e lixiviação garante que sobrará o mínimo possível de cicasina.

## Estrutura
A cicasina é um glicosídeo derivado de glicose com uma substituição de metilazoximetanol na posição beta.
A estereoquímica no grupo azoxi é (Z) (ou trans (E) quando o oxigênio é removido formalmente para formar o grupo azo).